# Ocotea macrocarpa
Ocotea macrocarpa är en lagerväxtart som beskrevs av André Joseph Guillaume Henri Kostermans. Ocotea macrocarpa ingår i släktet Ocotea och familjen lagerväxter. Inga underarter finns listade i Catalogue of Life.